# حركة جوهرية
الحركة الجوهرية عبارة عن الحركة المنسوبة إلى الجوهر، بخلاف نسبته إلى العرض. واصطلاحا قابلية الجوهر واستعداده الآن لأن يكون موجودا بالفعل فيما بعد الآن أو في قول آخر هي في الواقع التجدد المستمر لوجود الجوهر.